# Deadsoil
Deadsoil est un groupe de metalcore allemand, originaire de Coblence. Deadsoil est formé à la fin de 2002 par le guitariste Boris Pracht et le batteur Christian Bass. En juillet 2003, le groupe sort son premier EP Forever the Enemy sur Poisonfree.com Records. Après quelques albums, le groupe se sépare à la suite du départ du guitariste Jens Basten, en octobre 2009.

## Biographie
Deadsoil est formé à la fin de 2002 par le guitariste Boris Pracht et le batteur Christian Bass, ancien membre de Night in Gales, après la séparation du groupe Copykill. Il donne son premier concert en février 2003 puis fait une tournée avec Poison the Well. Il fait la première partie d'autres groupes comme Hatebreed, The Haunted, Dew-Scented ou Darkest Hour. Il joue aussi en Autriche, aux Pays-Bas, en Belgique, en Suisse ou en Espagne. En juillet 2003, le groupe sort son premier EP Forever the Enemy sur Poisonfree.com Records ; il sera publié aux États-Unis par Tribunal Records. À la fin de l'année, il signe avec le label allemand Lifeforce Records. Peu avant, le guitariste Jens Basten quitte le groupe. Le premier album The Venom Divine est enregistré dans Berno Studio, à Malmö en mai 2004, puis sort en août en Europe et dans le monde. À cette occasion, il fait une tournée avec Hatesphere et Born from Pain puis une autre avec Terror.
En février 2005, Deadsoil fait une tournée américaine avec The Warriors, Calico System et Reflux. En mai, il fait une tournée en Allemagne avec The Destiny Program et By Night. La même année, il participe au festival EXIT et joue en Hongrie et au Danemark. En janvier 2006, le groupe enregistre son deuxième album Sacrifice à Senden sous la production de Vincent Sorg. Il est mixé par Jean-François Dagenais du groupe Kataklysm et masterisé par Alan Douches du label West West Side Music. Suit une tournée en Grande-Bretagne avec The Black Dahlia Murder. L'album est accueilli de manière mitigée par la presse spécialisée,,.
En mai 2006, le groupe organise une tournée européenne avec Illdisposed. Le groupe participe au festival With Full Force. L'année suivante, il commence à écrire et à enregistrer de nouvelles chansons et une tournée en Allemagne et en Autriche avec Machinemade God et Koroded. À la fin de 2007, le groupe se sépare du batteur Christan Bass, qui sera remplacé par Hartmut Stoof. En novembre 2008, Friedrich Weber et Andreas Schüssler quittent le groupe. Le groupe se sépare à la suite du départ du guitariste Jens Basten, le 20 octobre 2009.

## Discographie
- 2002 : Demo
- 2003 : Forever the Enemy (EP)
- 2004 : The Venom Divine
- 2006 : Sacrifice